# Brooker
Brooker és una població dels Estats Units a l'estat de Florida. Segons el cens del 2000 tenia 352 habitants.

## Demografia
Segons el cens del 2000, Brooker tenia 352 habitants, 123 habitatges, i 93 famílies. La densitat de població era de 261,4 habitants per km².
Dels 123 habitatges en un 36,6% hi vivien nens de menys de 18 anys, en un 60,2% hi vivien parelles casades, en un 13,8% dones solteres, i en un 23,6% no eren unitats familiars. En el 22,8% dels habitatges hi vivien persones soles el 8,9% de les quals corresponia a persones de 65 anys o més que vivien soles. El nombre mitjà de persones vivint en cada habitatge era de 2,69 i el nombre mitjà de persones que vivien en cada família era de 3,16.
Per edats la població es repartia de la següent manera: un 26,1% tenia menys de 18 anys, un 8,8% entre 18 i 24, un 24,1% entre 25 i 44, un 25% de 45 a 60 i un 15,9% 65 anys o més.
L'edat mediana era de 38 anys. Per cada 100 dones de 18 o més anys hi havia 88,4 homes.
La renda mediana per habitatge era de 40.000 $ i la renda mediana per família de 40.938 $. Els homes tenien una renda mediana de 29.000 $ mentre que les dones 22.000 $. La renda per capita de la població era de 15.091 $. Entorn del 8,8% de les famílies i el 14% de la població estaven per davall del llindar de pobresa.

## Poblacions més properes
El següent diagrama mostra les poblacions més properes.